# Rota (Noordelijke Marianen)
Rota is een Oceanisch eiland, onderdeel van de regio Micronesië. Staatkundig gezien is het eiland een onderdeel van het Amerikaanse gebiedsdeel Noordelijke Marianen in de Grote Oceaan. Het is een van de toppen van vijftien vulkanische bergen die de eilandengroep de Marianen vormen. Rota ligt ten noorden van het eiland Guam en ten zuiden van het eiland Aguijan.
Rota heeft een oppervlakte van 85 km² en het hoogste punt is 488 m.

## Fauna
De eilandengroep heeft een aantal endemische vogelsoorten. De rotabrilvogel (Zosterops rotensis) is daar een van die alleen voorkomt op dit eiland. Verder komen er vier zoogdieren voor: Polynesische rat (Rattus exulans) (geïntroduceerd),  Aziatische zwarte rat (Rattus tanezumi) (geïntroduceerd) en  Pteropus mariannus (een vleermuis). Een andere soort vleermuis  Emballonura semicaudata is inmiddels uitgestorven.